# Levosimendan
Il Levosimendan è un farmaco calcio-sensibilizzante utilizzato nella gestione dell'insufficienza cardiaca congestizia scompensata. È commercializzato con il nome commerciale Simdax (Orion Corporation).

## Modalità di azione
Il Levosimendan è un sensibilizzatore al calcio che esercita la sua azione inotropo positiva (incremento della contrattilità cardiaca) aumentando la sensibilità al calcio dei miociti senza un aumento del calcio intracellulare, legandosi alla troponina C cardiaca in misura calcio-dipendente.
Il farmaco ha anche un effetto vasodilatatore, aprendo i canali del potassio sensibili all'ATP della muscolatura liscia dei vasi per provocarne il rilassamento.
L'azione inotropa e vasodilatatoria combinata crea un aumento della forza di contrazione, una riduzione del precarico e del postcarico.
Inoltre, aprendo anche i canali del potassio mitocondriali ATP-sensibili nelle miocellule cardiache, il farmaco esercita un effetto cardioprotettivo.

## Uso clinico

### Indicazioni
Il Levosimendan è indicato per il supporto inotropo nella grave insufficienza cardiaca congestizia acutamente scompensata.
Alcuni degli studi di Fase III nel programma clinico estensivo sono stati i trial LIDO (200 pazienti), RUSSLAN (500), CASINO (250), REVIVE-I (100), REVIVE-II (600) e SURVIVE (1350).
Lo studio SURVIVE ha mostrato una riduzione significativa rapida e sostenuta nel peptide natriuretico tipo B del plasma (indice di scompenso) nei pazienti del gruppo levosimendan rispetto ai pazienti nel gruppo Dobutamina, ma non una riduzione significativa della mortalità a 180 giorni. 
Tuttavia, il levosimendan si è dimostrato superiore alla dobutamina nel trattamento dei pazienti con storia di scompenso cardiaco congestizio o in terapia con beta-bloccanti quando ricoverati per uno scompenso grave. In una meta-analisi di studi randomizzati e controllati il levosimendan sembra ridurre la mortalità e l'ospedalizzazione

### Controindicazioni
L'utilizzo di levosimendan è controindicato in pazienti con: insufficienza renale moderata-grave, grave insufficienza epatica, grave ostruzione al riempimento o al deflusso ventricolare, grave ipotensione e tachicardia, e/o storia di torsioni di punta.

### Gli effetti avversi
Comuni reazioni avverse al farmaco (≥ 1% dei pazienti) durante terapia con levosimendan comprendono: cefalea, ipotensione, aritmie (fibrillazione atriale, extrasistoli, tachicardia atriale, tachicardia ventricolare), ischemia miocardica, ipopotassiemia e/o nausea (Rossi, 2006).

### Formulazioni
Levosimendan è commercializzato come soluzione concentrata 2,5 mg / ml per infusione endovenosa. Il concentrato viene diluito con soluzione di glucosio al 5% prima dell'infusione.